# オンゲルマンランド地方
オンゲルマンランド地方（オンゲルマンランドちほう、Ångermanland [ˈɔ̂ŋːɛrmanˌland, ˈɔ̌ŋːɛrmanland] ( 音声ファイル)）はスウェーデン北部ノールランドの地方の1つ。